# Miss Britain III

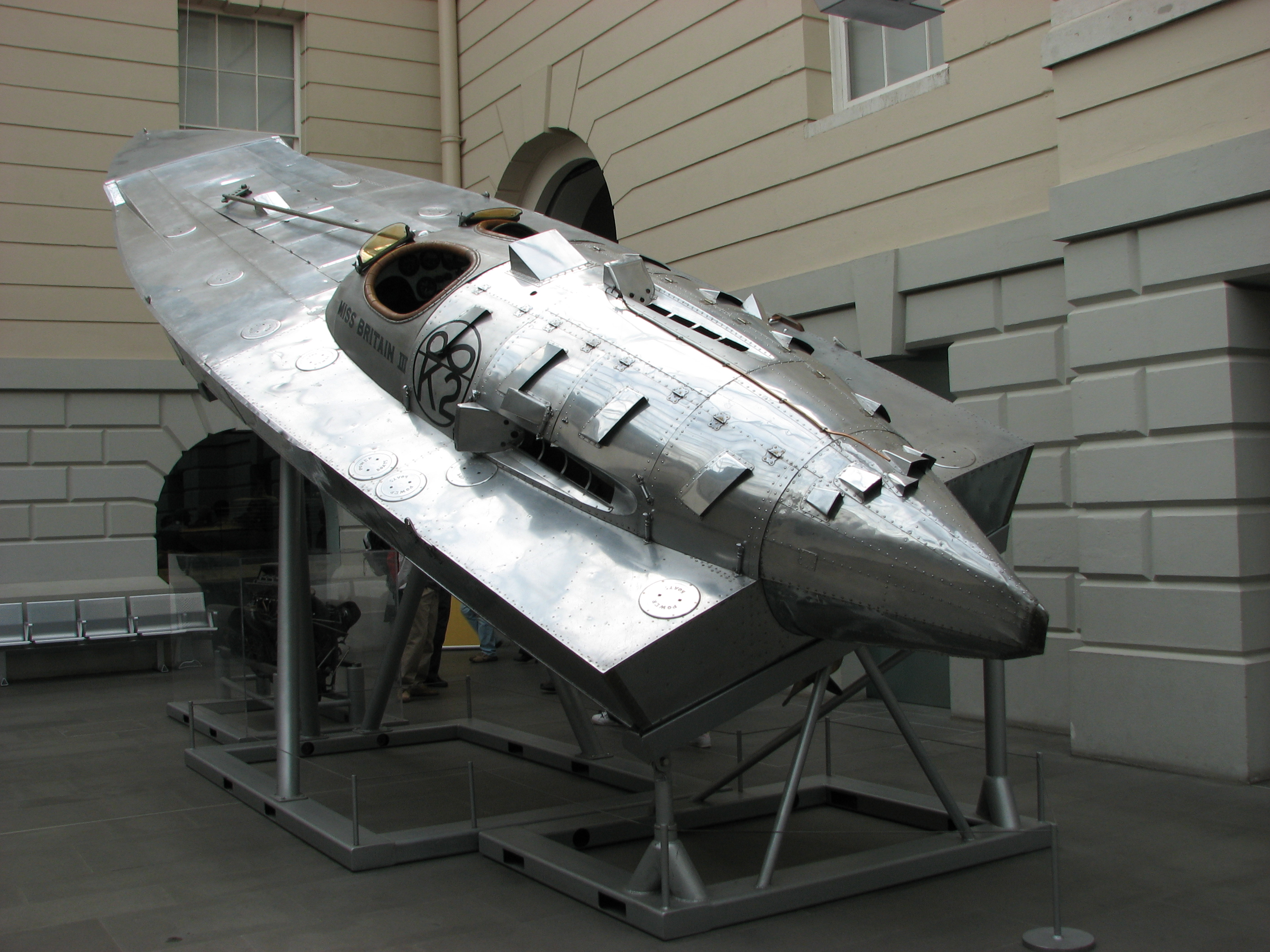
Miss Britain III im National Maritime Museum (Greenwich)

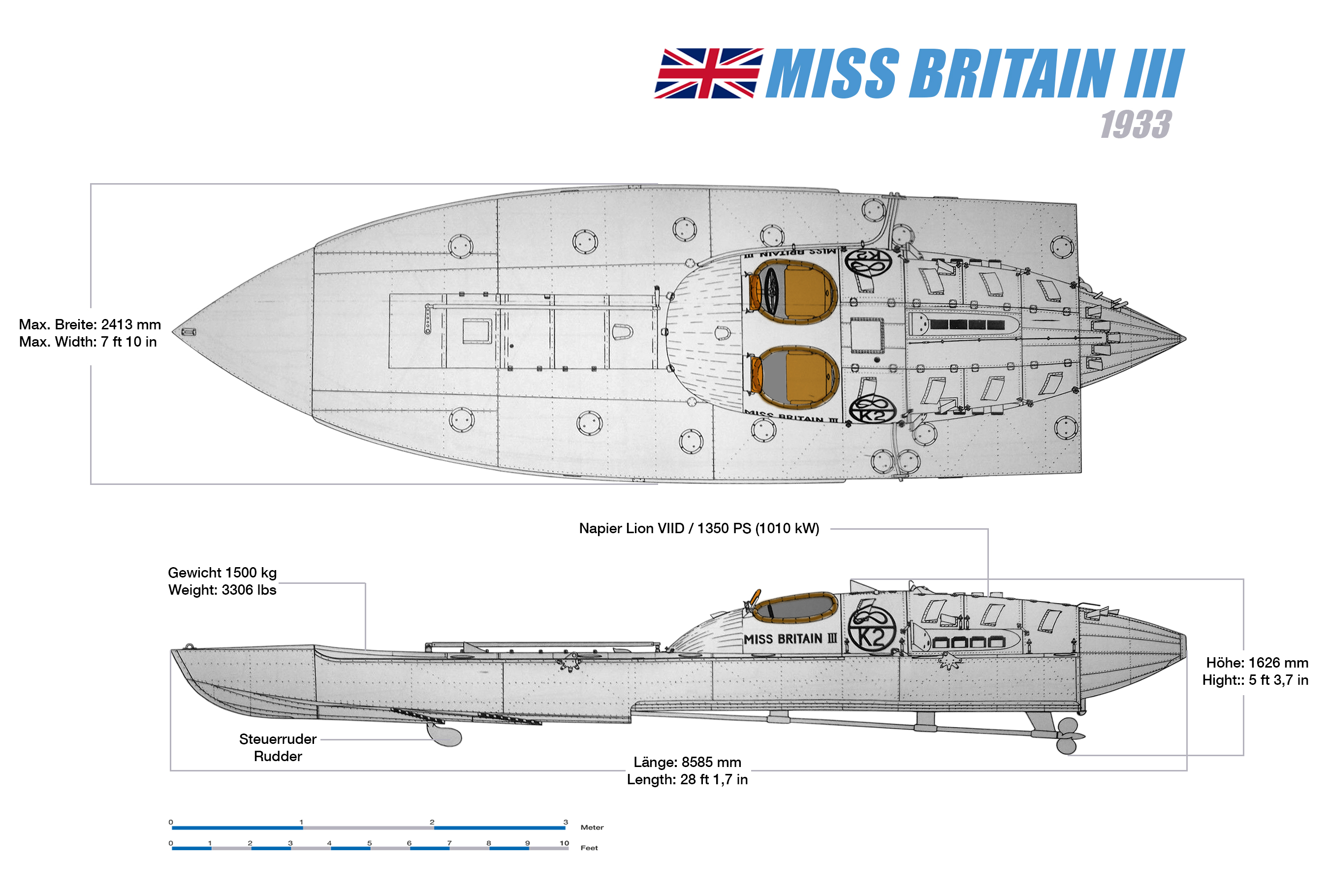
Risszeichnung und technische Informationen zu Miss Britain III

Miss Britain III war ein Rennboot, das 1933 von dem Briten Hubert Scott-Paine entworfen und gebaut wurde. 1934 stellte Miss Britain III einen Weltrekord für einmotorige Boote mit 110,11 Meilen pro Stunde (177,20 km/h) auf.

## Hintergrund
Ursprünglich war das Boot für die Teilnahme am Harmsworth Cup entworfen worden und sollte als Herausforderer für den „Seriensieger“ Gar Wood und sein Boot Miss America X antreten. Scott-Paine fragte dafür 1932 bei Rolls-Royce um einen der 2.500 PS (1.900 kW) starken R-Motoren an, die 1931 die Schneider Trophy gewonnen hatten.

## Konstrukteur, Eigner und Fahrer

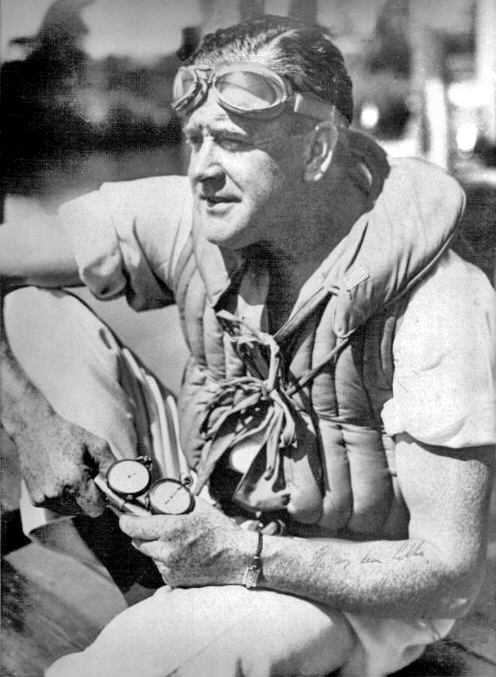
Hubert Scott-Paine, 1933

Hubert Scott-Paine (11. März 1891 – 14. April 1954) war ein britischer Flugzeug- und Bootskonstrukteur, Motorbootrennfahrer, Unternehmer und Erfinder.

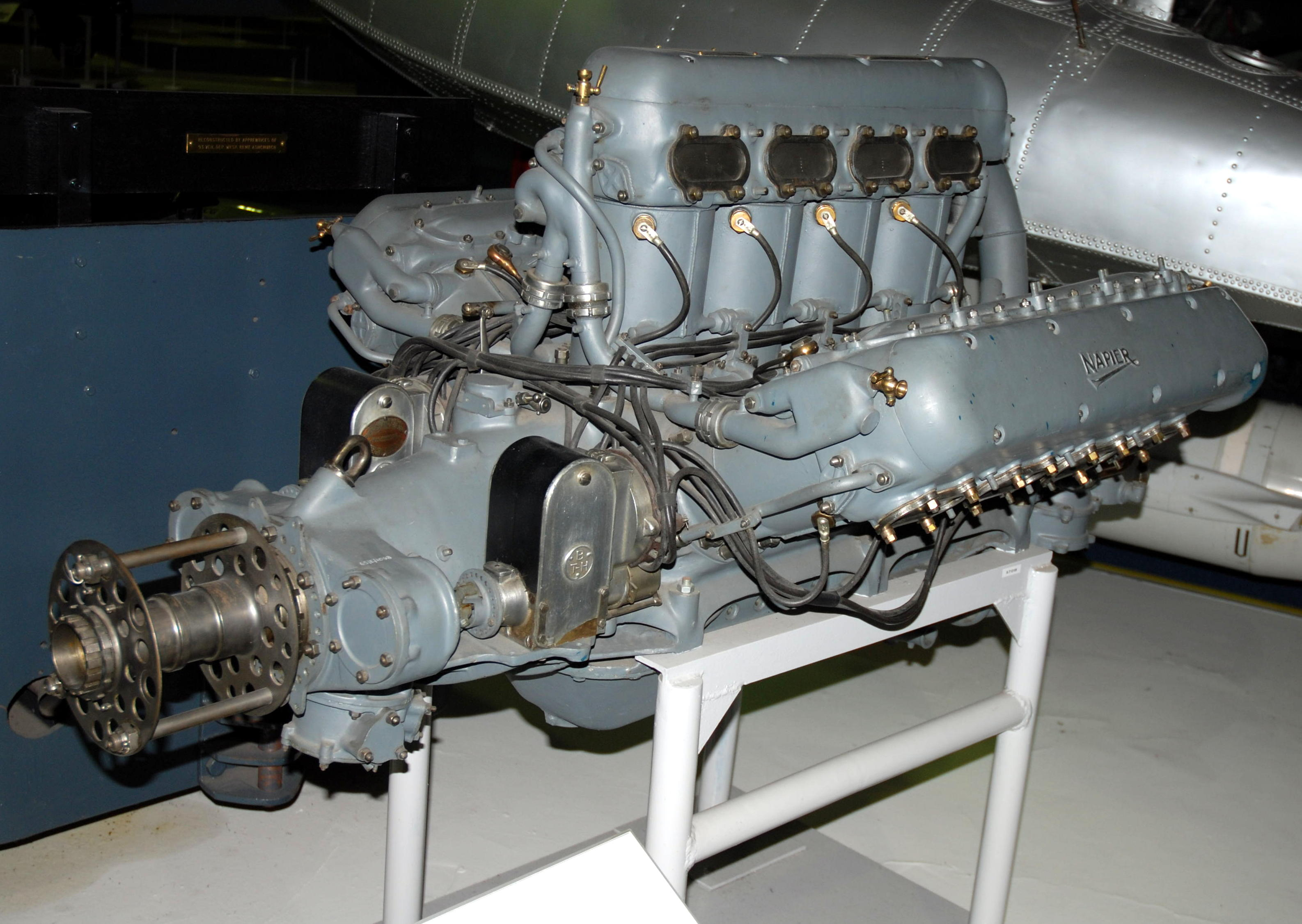
Ein Napier Lion VII mit der typischen W-Anordnung der Zylinder

Scott-Paine war Besitzer mehrerer Firmen, wie zum Beispiel der Supermarine Aviation Company Limited, die unter anderem Flugboote für die britische Marine produzierte. Zu seinen weiteren Firmen zählten die British Marine Air Navigation Co Ltd (ein Flugservice über den Ärmelkanal und seinen Inseln), oder die British Power Boat Company, die hochwertige Rennboote, und während des Zweiten Weltkriegs PT-Schnellboote, produzierte.
Nachdem Scott-Paine 1919 selbst versucht hatte, die international sehr prestigeträchtige Schneider-Trophy zu erringen, gewann seine Firma Supermarine 1922 mit dem Sea Lion II die Trophy.
In der Folge konzentrierte Scott-Paine seine sportlichen Aktivitäten auf Motorboote.

## Das Boot
Scott-Paines Bitte an Rolls-Royce bezüglich der Motoren konnte leider nicht erfüllt werden, da zu dieser Zeit keine Triebwerke lieferbar waren. Scott-Paine entschied sich dann für einen Napier Lion / Serie VII B. Dieser Motor war in der Supermarine S.5 eingesetzt, die 1927 die Schneider-Trophy gewonnen hatte. Er erreichte eine Leistung von ca. 1350 PS (1010 kW) bei 3600/min.
Miss Britain III wurde in Scott-Paines eigener Firma, der British Power Boat Company, gebaut und hatte einen Aluminium- und Holzrahmen der mit Blechen aus Alclad-Aluminium, einem hochreinen und korrosionsbeständiges Werkstoff verkleidet war. Der Boden dieses Hydroplanes war mehrfach abgestuft, was ihn als „Gleiter“ definierte. Ein bemerkenswertes Detail der Aluminium-Beplankung sind Tausende von versenkten Duraluminium-Schrauben (hauptsächlich am Unterwasserrumpf), deren Schlitze alle dem Wasser- oder Luftstrom folgen.
Das Boot hat eine Länge von 8585 mm (28 ft, 1,7 in), eine maximale Breite von 2413 mm (7 ft 10 in) und eine Höhe von 1626 mm (5 ft 3,7 in). Das Gewicht betrug 1500 kg (3306 lbs).

## Rennhistorie
Obwohl es Scott-Paine nicht gelungen war für seinen Antritt beim Harmsworth-Cup die gewünschten Rolls-Royce Triebwerke zu bekommen trat er 1933 bei diesem Rennen in Detroit an. Trotzdem er mit seinem einmotorigen Boot und einer Leistung von 1350 PS (1010 kW) der viermotorigen Miss America X mit ihren inzwischen 7800 PS (5737 kW) von der „Papierform“ her deutlich unterlegen war, erzielte er Geschwindigkeiten, die nur geringfügig unter denen von Gar Wood lagen und lieferte ein sehr enges Rennen, das die US-Amerikaner nur sehr knapp gewinnen konnten.
Im selben Jahr (November 1933) war sie jedoch das erste Boot, das die „Salzwasser-Marke“ von 100 mph (161 km/h) in the Solent überschritt.
Im September 1934 wurde Miss Britain III nach Venedig gebracht (andere Quellen nennen fälschlicherweise Genua), wo Scott-Paine sowohl den Prince of Piedmont Cup als auch die Count Volpi Trophy gewann und dabei 110,11 Meilen pro Stunde (177,20 km/h) in Salzwasser erzielte. Damit war sie das schnellste einmotorige Boot der Welt. Dieser Rekord bestand 50 Jahre.

## Verbleib
1951 übergab Hubert Scott-Paine Miss Britain III dem National Maritime Museum in London, wo das Boot bis heute ausgestellt ist.

## Galerie

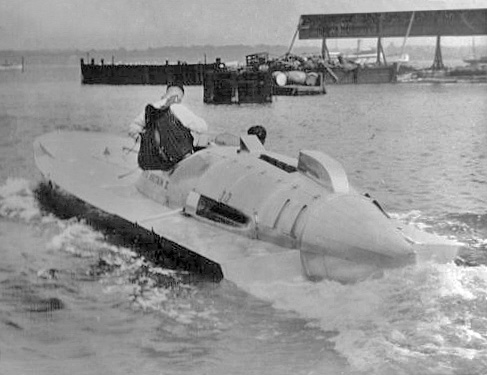
Hubert Scott-Paine testet Miss Britain III in Southampton Water vor dem Antritt bei der Harmsworth Trophy von 1933.
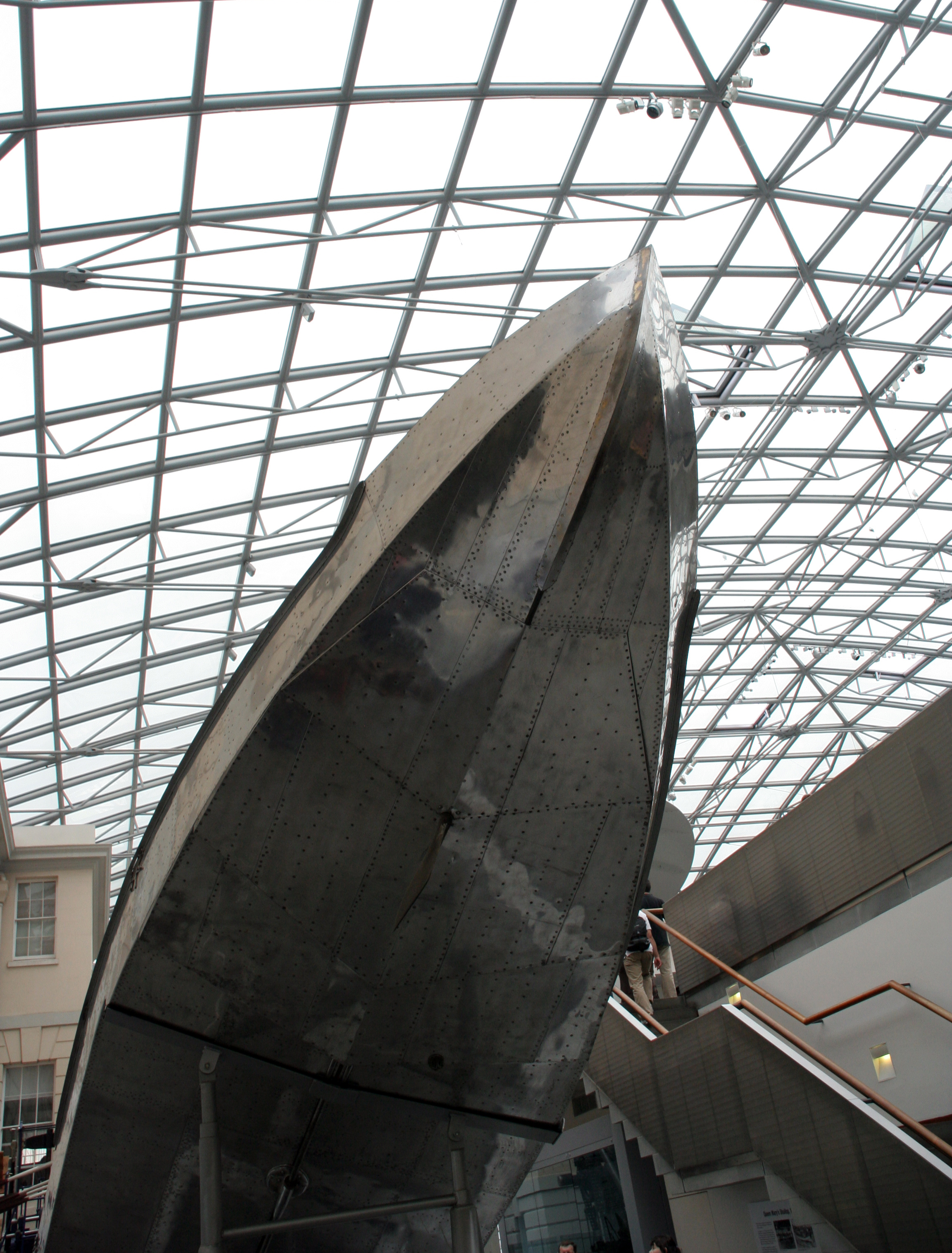
Der Unterwasserrumpf mit den ausgerichteten, versenkten Schlitzschrauben
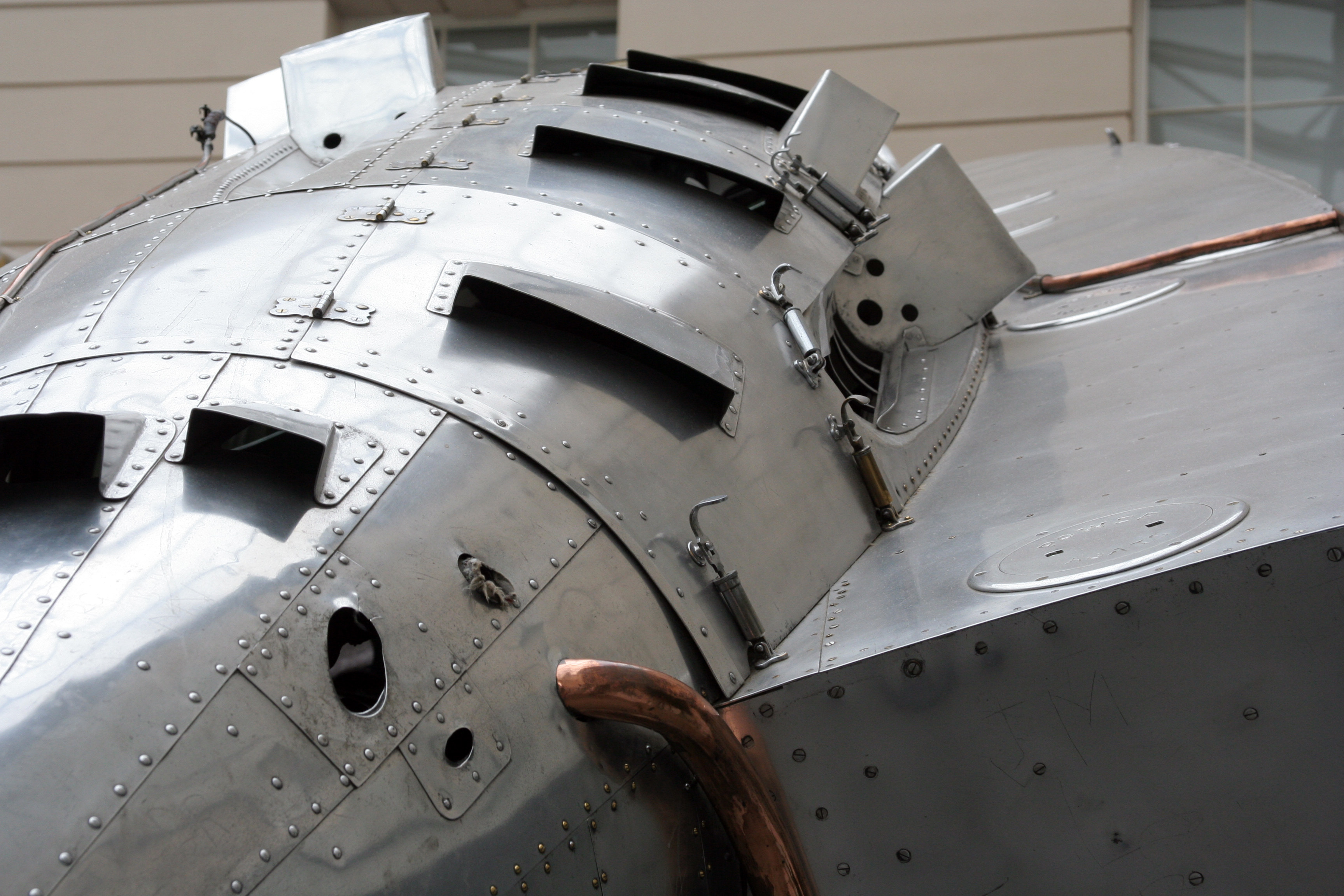
Detailaufnahme des Überwasserrumpfes mit den hier verwendeten Nieten
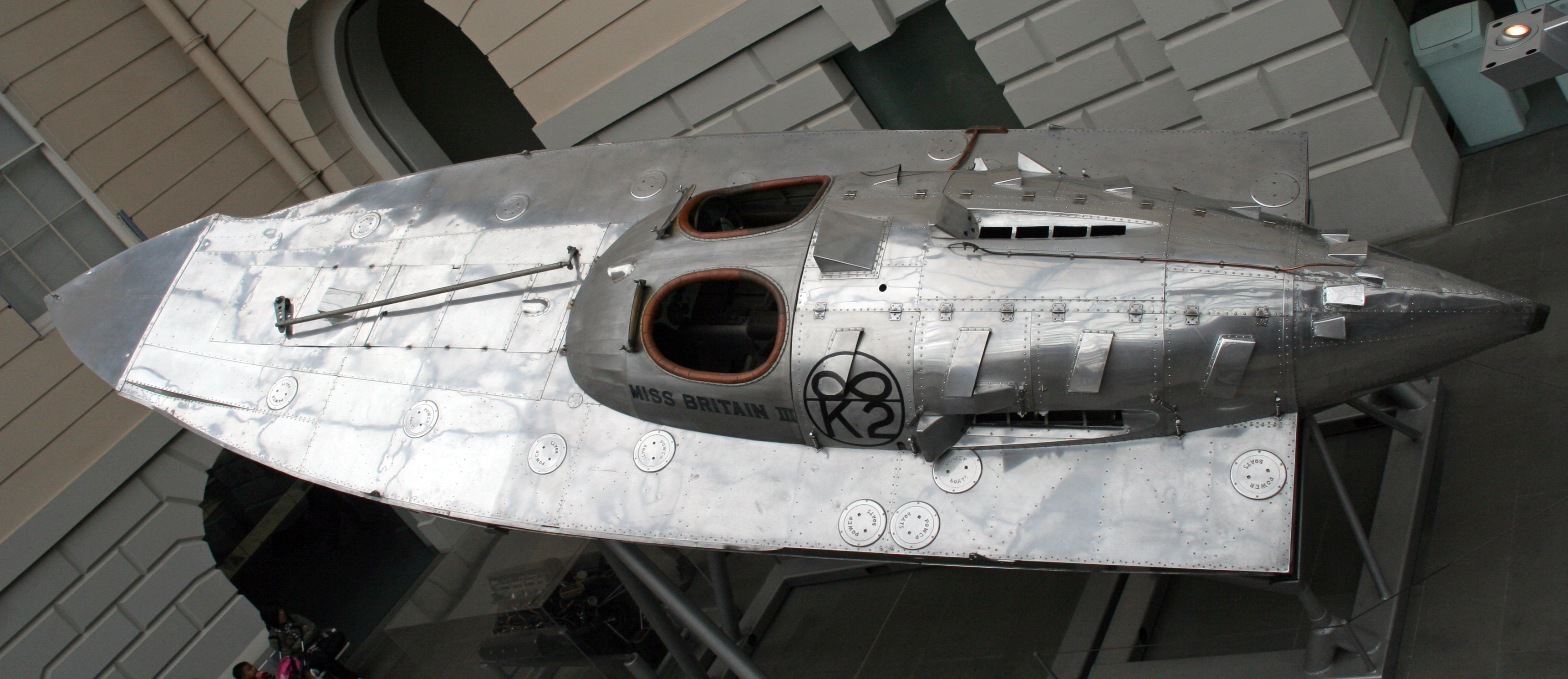
Der aerodynamisch abgesetzte Vorderrumpf mit dem Lenkgestänge des Bugruders. Hinter dem Cockpit das Unlimited-Rating von Lloyd’s Register
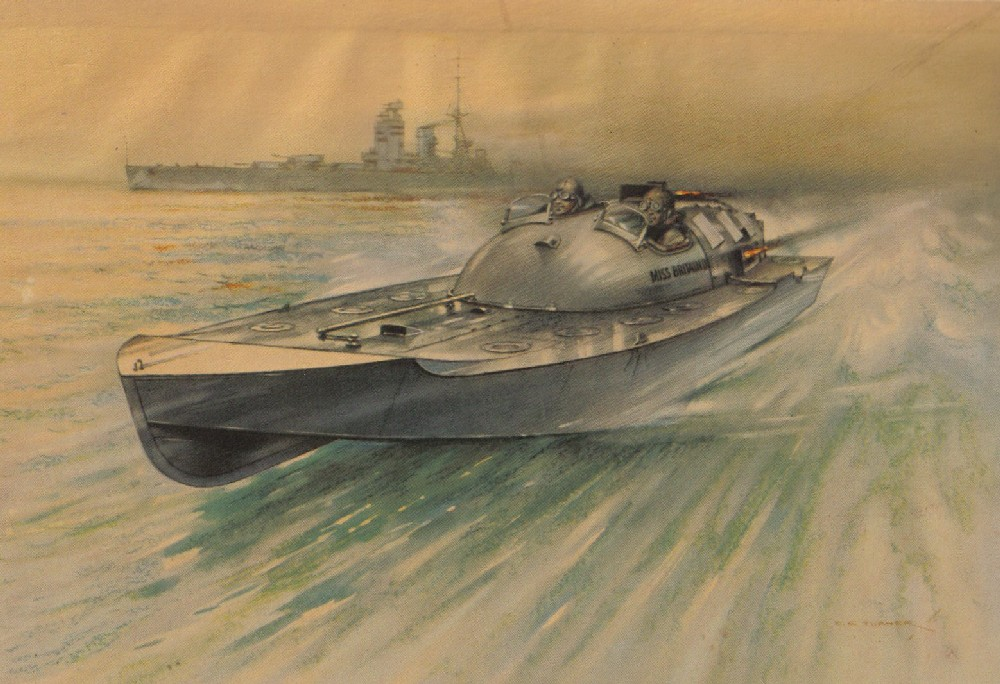
Künstlerische Illustration
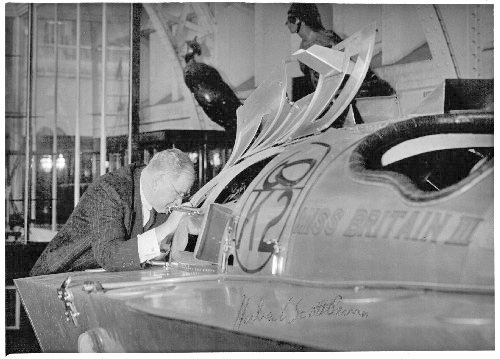
Hubert Scott-Paine bei der Präsentation von Miss Britain III im National Maritime Museum (1951)